# Škoda 36T
Škoda 36T (obchodní název ForCity Smart Rhein-Neckar-Verkehr) je typ vlakotramvaje vyráběný od roku 2022 českou společností Škoda Transportation pro podnik Rhein-Neckar-Verkehr, který provozuje v Německu tramvajovou dopravu v Mannheimu a v Ludwigshafenu am Rhein, tramvajovou dopravu v Heidelbergu a dopravu na síti elektrifikovaných železničních tratí, které tyto systémy propojují. Společnost Rhein-Neckar-Verkehr objednala kromě vozů 36T i další odvozené typy (37T, 38T), přičemž ze strany dopravce byly souhrnně označeny jako typ Rhein-Neckar-Tram 2020 (RNT 2020).

## Konstrukce
Model Škoda 36T je součástí typové řady ForCity Smart, konkrétně vychází z typu Artic. Jedná se o obousměrný tříčlánkový vůz. Krajní články jsou usazeny na jednom dvounápravovém otočném podvozku, střední článek spočívá na dvojici otočných podvozků. Mezi krajními podvozky je vůz nízkopodlažní, nad krajními podvozky je podlaha zvýšená a přístupná dvěma schody. Kabiny řidiče se nachází na obou čelech vozidla a jsou zvenku přístupné samostatnými dveřmi. Na obou bocích tramvaje jsou umístěny vždy troje dvojkřídlé dveře (v každém článku jedny). Poháněny jsou tři podvozky. Design tramvají řady RNT 2020 vytvořilo finské studio Idis Design.

## Dodávky tramvají
V červnu 2018 vyhrála Škoda Transportation soutěž na dodávku 80 tramvají (s opcí na dalších 34 kusů) pro německý podnik Rhein-Neckar-Verkehr (RNV). Ten provozuje tramvajovou síť v sousedních městech Mannheim a Ludwigshafen am Rhein, tramvajovou síť v nedalekém Heidelbergu a soustavu elektrifikovaných místních železničních tratí, které jsou na oba tramvajové systémy napojeny. Všechny dráhy RNV mají rozchod koleje 1000 mm a vozidla z železničních úseků, které se svým charakterem blíží meziměstské tramvaji, přejíždí v běžném provozu do ulic města na tramvajové koleje; jedná se tak o vlakotramvajová vozidla. Z 80 objednaných vozů činilo 31 kusů tříčlánkových vozidel 36T, 37 kusů bylo čtyřčlánkových 37T a 12 kusů šestičlánkových 38T. RNV je souhrnně označil jako typ RNT 2020 (Rhein-Neckar-Tram 2020). První vozy měly být podle původních předpokladů dodány začátkem roku 2021. Vzhled objednaných vozidel prezentoval RNV v říjnu 2018 v podobě modelu prvních dvou článků v měřítku 1:1. Konstrukční řešení interiéru však na konci roku 2018 kritizovaly různé iniciativy, což přineslo úspěch v podobě jednání RNV se Škodou. Výsledky diskuzí byly představeny v lednu 2019. Následně došlo k výrazným konstrukčním změnám vozidla kvůli bezbariérovosti (vyvýšená podlaha se schody měla být původně i nad podvozky ve středním článku, zde však byly schody nahrazeny šikmými rampami) a uspořádání dveří v krajních článcích, změněno bylo umístění kotoučových brzd a provedeny byly i další menší úpravy (např. rozmístění tlačítek a madel v interiéru). Realizace celé zakázky tak byla o dva roky zpožděna. Při příležitosti slavnostního předání prvního vozu 38T v září 2024 dopravce oznámil objednání všech 34 opčních kusů řady RNT 2020, ovšem bez upřesnění počtů konkrétních typů. Všech 114 objednaných vozů RNT 2020 by mělo být dodáno do konce roku 2026.
Výroba vozidel probíhá v závodě Škoda Transtech v Otanmäki ve Finsku, kompletace potom v plzeňském závodě Škody. Prototyp 36T s číslem 1401 (první vlakotramvaj z produkce Škody Transportation) byl vyroben v roce 2022 a v září toho roku byl prezentován na veletrhu InnoTrans v Berlíně. Jako první byl 18. října 2022 dodán zákazníkovi vůz č. 1402, který ještě koncem října 2022 absolvoval první zkušební jízdy v Ludwigshafenu. Testování probíhalo po několik dalších měsíců, a to i na tratích v Mannheimu a Heidelbergu. Dne 14. dubna 2023 byl vůz č. 1402 poprvé vypraven do provozu s cestujícími, mezitím již byly dodány další čtyři tramvaje 36T č. 1401 a 1403–1405. K úplnému schválení všech tří typů k provozu došlo v dubnu 2025.

### Celkový přehled
Od roku 2022 bylo vyrobeno celkem 9 vozů.
| Současný stát | Město                                       | Článek         | Roky dodávek | Počet vozů | Evidenční čísla při dodání | Poznámky | Zdroj  |
| ------------- | ------------------------------------------- | -------------- | ------------ | ---------- | -------------------------- | -------- | ------ |
| Německo       | Mannheim, Ludwigshafen am Rhein, Heidelberg | článek, článek | 2022         | 2          | 1402, 1403                 |          | [ 17 ] |
| Německo       | Mannheim, Ludwigshafen am Rhein, Heidelberg | článek, článek | 2023         | 7          | 1401, 1404–1409            |          | [ 17 ] |